# Charles-Bonaventure-François Theuret
Charles-Bonaventure-François Theuret (Vars, 26 marzo 1822 – Monaco, 11 novembre 1901) è stato un vescovo cattolico francese.

## Biografia
Monsignor Charles-Bonaventure-François Theuret nacque a Vars il 26 marzo 1822.

### Formazione e ministero sacerdotale
Intrapresa la carriera ecclesiastica, il 6 settembre 1846 fu ordinato presbitero.
Il 15 luglio 1878 venne nominato amministratore apostolico dell'abbazia territoriale dei Santi Nicola e Benedetto.

### Ministero episcopale
Il 15 luglio 1878 papa Leone XIII lo nominò abate nullius dell'abbazia territoriale dei Santi Nicola e Benedetto e vescovo titolare di Ermopoli Maggiore. Ricevette l'ordinazione episcopale il 21 dello stesso mese nella chiesa di Santa Maria in Portico in Campitelli a Roma dal cardinale Alessandro Franchi, prefetto della Congregazione di Propaganda Fide, coconsacranti il vescovo di Ventimiglia Tommaso Reggio e il vescovo coadiutore di Aquino, Sora e Pontecorvo Ignazio Camillo Guglielmo Maria Pietro Persico. Il 17 marzo 1887 papa Leone XIII elevò l'abbazia territoriale a diocesi e lo nominò suo primo vescovo.
Partecipò allo sviluppo della diocesi, compresa la costruzione di nuove chiese e della nuova cattedrale (già iniziata nel 1875). L'11 novembre 1879 pose la prima pietra della chiesa di San Carlo nel nuovo quartiere di Montecarlo.
Fu grand'elemosiniere della Casa di Sua Altezza Serenissima Monsignore il Principe di Monaco, monaco vescovo, Assistente al Soglio Pontificio, conte romano, vescovo della casa di Sua Santità il papa, prelato referendario della Segnatura papale di giustizia e cappellano in obbedienza del gran maestro del Sovrano militare ordine di Malta e canonico onorario dei capitoli di Besançon, Cambrai, Bourges, Nizza, Soissons e Laon, Frejus e Tolone, La Rochelle e Saintes, Orléans, Saint-Dié, Nîmes, Sens e Quimper.
Morì a Monaco l'11 novembre 1901 all'età di 79 anni.

## Nella cultura di massa
Monsignor Theuret è uno dei personaggi del romanzo di fantascienza di Edward Page Mitchell, The Tachypomp.

## Genealogia episcopale
La genealogia episcopale è:
- Cardinale Scipione Rebiba
- Cardinale Giulio Antonio Santori
- Cardinale Girolamo Bernerio, O.P.
- Arcivescovo Galeazzo Sanvitale
- Cardinale Ludovico Ludovisi
- Cardinale Luigi Caetani
- Cardinale Ulderico Carpegna
- Cardinale Paluzzo Paluzzi Altieri degli Albertoni
- Papa Benedetto XIII
- Papa Benedetto XIV
- Cardinale Enrico Enriquez
- Arcivescovo Manuel Quintano Bonifaz
- Cardinale Buenaventura Córdoba Espinosa de la Cerda
- Cardinale Giuseppe Maria Doria Pamphilj
- Papa Pio VIII
- Papa Pio IX
- Cardinale Alessandro Franchi
- Vescovo Charles-Bonaventure-François Theuret